# L'assassino è costretto ad uccidere ancora
Pour plus de détails, voir Fiche technique et Distribution.
L'assassino è costretto ad uccidere ancora est un giallo franco-italien sorti en 1975 et réalisé par Luigi Cozzi. Cozzi voulait titrer son film Il Ragno (litt. « L'Araignée ») mais il a été renommé L'assassino è costretto ad uccidere ancora (litt. « L'assassin est forcé de tuer encore ») par les producteurs.
C'est une adaptation du roman Les Amants du bord de la mer (Al mare con la ragazza) de Giorgio Scerbanenco publié en 1950.

## Fiche technique
Sauf indication contraire, les informations mentionnées dans cette section peuvent être confirmées par la base de données cinématographiques IMDb,  présente dans la section « Liens externes ».
- Titre original italien : L'assassino è costretto ad uccidere ancora[3],[4] (litt. « L'assassin est forcé de tuer à nouveau »)
- Réalisateur : Luigi Cozzi
- Scénario : Luigi Cozzi, Daniele Del Giudice d'après le roman Les Amants du bord de la mer (Al mare con la ragazza) de Giorgio Scerbanenco
- Photographie : Riccardo Pallottini (it)
- Montage : Alberto Moro
- Musique : Nando De Luca (it)
- Décors : Luciana Schiratti
- Trucages : Giuseppe Ferranti
- Production : Umberto Lenzi, Giuseppe Tortorella (it)
- Sociétés de production : Albione Cinematografica, Git International Film, Paris-Cannes Productions
- Pays de production :  Italie -  France
- Langue de tournage : italien
- Format : couleur - 2,35:1 - Son mono - 35 mm
- Genre : giallo
- Durée : 90 minutes (1 h 30)
- Dates de sortie :	
  - Italie : 1er janvier 1975

## Distribution
- George Hilton : Giorgio Mainardi
- Antoine Saint-John (sous le nom de « Michel Antoine ») : L'assassin
- Femi Benussi : La blonde
- Cristina Galbó : Laura
- Eduardo Fajardo : L'inspecteur de police
- Tere Velázquez : Norma Mainardi
- Alessio Orano : Luca
- Dario Griachi
- Luigi Antonio Guerra
- Carla Mancini